# NGC 299
NGC 299 (również ESO 51-SC5) – gromada otwarta znajdująca się w gwiazdozbiorze Tukana. Należy do Małego Obłoku Magellana. Odkrył ją James Dunlop 5 września 1826 roku. Niezależnie odkrył ją John Herschel 12 sierpnia 1834 roku.